# DICT
DICT е мрежов протокол за достъп до речникова информация описан в RFC 2229. Създаден е от DICT Development Group като усъвършенстван заместник на Webster протокола. DICT използва TCP за пренос на данни и сървърът комуникира на мрежов порт 2628. Според OSI модела, DICT протоколът попада в приложния слой на комуникацията.

## Описание на протокола
Протоколът следва модела клиент-сървър. Клиентът е програма която прави заявки (чрез команди) за информация към сървъра. Отговорът на сървъра не съдържа презентационна информация, отговорност на клиента е да представи отговора в подходящ вид когато е предназначен за прочитане от човек.
Командите и отговорите са кодирани в UTF-8.

### Команди
Командите се състоят от командна дума следвана от нула или повече параметри отделени чрез интервали. За да е съвместим със стандарта, сървърът трябва да поддържа следните задължителни команди:
- DEFINE <БД><дума> – търси <дума> в базата данни <БД>
- MATCH <БД><стратегия><дума> – търси съвпадения за зададената дума по определена стратегия. Различните видове речници позволяват различни стратегии. Всеки сървър трябва да поддържа поне следните две стратегии – exact и prefix, за точно съвпадение и съвпадение по префикс съответно. Сървърът може да дефинира свои собствени стратегии.
- SHOW
  - SHOW DB – показва достъпните бази данни
  - SHOW STRAT – връща поддържаните стратегии за търсене
  - SHOW INFO <БД> – дава информация за посочената база данни – източник, лиценз,
  - SHOW SERVER – връща информация за сървъра
- CLIENT <текст> – с тази команда клиентът може да даде информация за себе си за статистически и регистрационни цели
- HELP – връща списък с поддържаните от сървъра команди
- QUIT – за приключване на сесията
- OPTION MIME – клиентът заявява, че иска (и поддържа) MIME заглавия. След като е заявил това, сървърът може да му изпрати съдържание различно от текст кодиран в UTF-8 (което е по подразбиране). Това позволява, например, прикрепянето на аудио файлове с произношението на дума и др.
- AUTH <потребител><низ_за_удостоверяване> – позволява клиентът да се удостовери, при което може да получи достъп до повече ресурси.

## URL схема
Стандартът дефинира URL схема позволяваща създаването на препратки към дефиниции или списъци на думи на DICT сървър. Синтаксисът е следния:
1. dict://<потребител>;<автентикация>@<хост>:<порт>/d:<дума>:<БД>:<номер> или
2. dict://<потребител>;<автентикация>@<хост>:<порт>/m:<дума>:<БД>:<стратегия>:<номер>

Първият съответства на командата DEFINE, а вторият – на MATCH. <номер> указва коя дефиниция или съвпадение да върне сървърът когато са повече от една. Когато този параметър липсва, се връщат всички резултати.

## DICT сървърен софтуер
- dictd – създаден от DICT Development Group
- GNU Dico – DICT сървър от GNU

## DICT клиенти
Това са програми които могат да правят заявки към DICT сървъри:
- Kdict включен в KDE
- Dictionary включен в MAC OS X
- Dict Архив на оригинала от 2009-12-26 в Wayback Machine. разширение за Firefox